# Nederlandse Antillen op de Olympische Zomerspelen 1988
De Nederlandse Antillen nam deel aan de Olympische Zomerspelen 1988 in Seoel, Zuid-Korea. Het was de achtste deelname aan de Zomerspelen. Het was ook de eerste deelname zonder het eiland Aruba dat als zelfstandig IOC-lid deelnam.
De plankzeiler Jan Boersma veroverde de eerste medaille, een zilveren, voor de Nederlandse Antillen.

## Deelnemers & Resultaten
(m) = mannen, (v) = vrouwen 
| Sport       | Olympiër (deelname) | Discipline      | Resultaat | Prestatie                                                         |
| ----------- | ------------------- | --------------- | --------- | ----------------------------------------------------------------- |
| Schietsport | Jeanne Y. Lopes (1) | luchtgeweer (v) | 45e       | 364 pnt. (94 - 88 - 92 - 90)                                      |
| Zeilen      | Jan Boersma (1)     | plankzeilen (m) | Zilver    | 42,70 pnt. netto (1 / 8 / 8 / 6 / 1 / 10 / 2 = 58,70 pnt. brutto) |
| Zwemmen     | Hilton Woods 2)     | 50m vrij (m)    | 16e       | series : 23,46 sec. b-finale : 23,65 sec.                         |
| Zwemmen     | Hilton Woods 2)     | 100m vrij (m)   | 16e       | series : 50,73 sec. b-finale : 51,25 sec.                         |

Afghanistan · Algerije · Amerikaanse Maagdeneilanden · Amerikaans-Samoa · Andorra · Angola · Antigua en Barbuda · Argentinië · Aruba · Australië · Bahama’s · Bahrein · Bangladesh · Barbados · België · Belize · Benin · Bermuda · Bhutan · Birma · Bolivia · Bondsrepubliek Duitsland · Botswana · Brazilië · Britse Maagdeneilanden · Brunei · Bulgarije · Burkina Faso · Canada · Centraal-Afrikaanse Republiek · Chili · China · Chinees Taipei · Colombia · Congo-Brazzaville · Cookeilanden · Costa Rica · Cyprus · Denemarken · Djibouti · Dominicaanse Republiek · Duitse Democratische Republiek · Ecuador · Egypte · El Salvador · Equatoriaal-Guinea · Fiji · Filipijnen · Finland · Frankrijk · Gabon · Gambia · Ghana · Grenada · Griekenland · Groot-Brittannië · Guam · Guatemala · Guinee · Guyana · Haïti · Honduras · Hongarije · Hongkong · Ierland · IJsland · India · Indonesië · Irak · Iran · Israël · Italië · Ivoorkust · Jamaica · Japan · Joegoslavië · Jordanië · Kaaimaneilanden · Kameroen · Kenia · Koeweit · Laos · Lesotho · Libanon · Liberia · Libië · Liechtenstein · Luxemburg · Malawi · Malediven · Maleisië · Mali · Malta · Marokko · Mauritanië · Mauritius · Mexico · Monaco · Mongolië · Mozambique · Nederland · Nederlandse Antillen · Nepal · Nieuw-Zeeland · Niger · Nigeria · Noord-Jemen · Noorwegen · Oeganda · Oman · Oostenrijk · Pakistan · Panama · Papoea-Nieuw-Guinea · Paraguay · Peru · Polen · Portugal · Puerto Rico · Qatar · Roemenië · Rwanda · Saint Vincent en de Grenadines · Salomonseilanden · Samoa · San Marino · Saoedi-Arabië · Senegal · Sierra Leone · Singapore · Soedan · Somalië · Sovjet-Unie · Spanje · Sri Lanka · Suriname · Swaziland · Syrië · Tanzania · Thailand · Togo · Tonga · Trinidad en Tobago · Tsjaad · Tsjecho-Slowakije · Tunesië · Turkije · Uruguay · Vanuatu · Venezuela · Verenigde Arabische Emiraten · Verenigde Staten · Vietnam · Zaïre · Zambia · Zimbabwe · Zuid-Jemen · Zuid-Korea · Zweden · Zwitserland